# Det blodrøde Sjal
Det blodrøde Sjal er en amerikansk stumfilm fra 1923 af John S. Robertson.

## Medvirkende
- Richard Barthelmess som Charles Abbott
- Dorothy Gish som La Clavel
- Jetta Goudal som La Pilar
- William Powell som Gaspar De Vaca
- Mary Astor som Narcissa Escobar
- George Beranger som Andre Escobar
- Edward G. Robinson som Domingo Escobar